# Мірча-Еміліан Пирліграс
Мірча-Еміліан Пирліграс (рум. Mircea-Emilian Pârligras; нар. 28 грудня 1980) — румунський шахіст, гросмейстер від 2002 року.

## Шахова кар'єра
Від перших років XXI століття належав до когорти провідних румунських шахістів. Чотири рази вигравав медалі чемпіонатів Румунії в особистому заліку: золоту (2001), срібну (2014), а також дві бронзові (2011, 2013).
Неодноразово представляв Румунію на командних змаганнях, зокрема,:
- п'ять разів на шахових олімпіадах (2002, 2004, 2006, 2008, 2012)[1],
- тричі на командних чемпіонатах Європи (2005, 2011, 2013)[2].

Здобув низку успіхів на міжнародних турнірах, зокрема:
- Тімішоара (2001, посів 1-ше місце),
- Бухарест (2001, посів 1-ше місце; 2002, посів 2-ге місце позаду Ніколи Джукіча),
- Афіни (2003, турнір Акрополіс, поділив 2-ге місце після Васіліоса Котроніаса),
- Салоніки (2003, посів 2-ге місце позаду Олександра Ковачевича),
- Суботиця (2003, посів 1-ше місце),
- Будапешт (2004, поділив 2-ге місце разом з Сергієм Еренбургом, після Нгуєна Нгока Чионга Шона),
- Агіос-Кірікос (2004, поділив 2-ге місце позаду Дмитра Свєтушкіна, разом з Йоханом Хеллстеном),
- Афіни (2004, Акрополіс опен-B, поділив 2-ге місце позаду Бартоша Соцко, разом з Суатом Аталиком, Драганом Шолаком i Аліком Гершоном),
- Сулсона (2005, поділив 1-ше місце разом із, зокрема, Сергієм Тівяковим),
- Сіджас (2006, поділив 2-ге місце після Віктора Москаленка, разом із, зокрема, Володимиром Єпішиним),
- Таррагона (2006, поділив 1-ше місце разом з Кевіном Спрагеттом)
- Афіни (2007, Акрополіс опен, поділив 2-ге місце позаду Іллі Сміріна, разом з Кірілом Георгієвим, Вадимом Малахатьком, Дімітріосом Мастровасілідісом, Хрістосом Банікасом i Дмитром Свєтушкіним),
- Бад-Вісзе (2007, поділив 1-ше місце разом з Ніджатом Мамедовим),
- Палеохора (2008, поділив 1-ше місце разом із, зокрема, Альберто Давідом, Стеліосом Халкіасом, Євгеном Постним i Юрієм Криворучко),
- Афіни (2008, Акрополіс опен, поділив 1-ше місце разом з Іллєю Сміріним).

Найвищий рейтинг Ело дотепер мав станом на 1 листопада 2011 року, досягнувши 2650 пунктів, посідав тоді 2-ге місце (позаду Константіна Лупулеску) серед румунських шахістів.

## Зміни рейтингу
| На цьому місці має відображатися графік чи діаграма, однак з технічних причин його відображення наразі вимкнено. Будь ласка, не видаляйте код, який викликає це повідомлення. Розробники вже працюють для того, щоби відновити штатне функціонування цього графіка або діаграми. | |
| | На цьому місці має відображатися графік чи діаграма, однак з технічних причин його відображення наразі вимкнено. Будь ласка, не видаляйте код, який викликає це повідомлення. Розробники вже працюють для того, щоби відновити штатне функціонування цього графіка або діаграми. |